# 설가은
설가은(2009년 8월 6일~)은 대한민국의 뮤지컬 배우이자 음악인이다.

## 학력
- 국립전통예술중학교 음악연극학과 (졸업)
- 서울공연예술고등학교 연극영화과 연기전공 (입학-수석)

## 방송
- 위키드 (2016)
- 아버님 제가 모실게요
- 군주 - 가면의 주인
- 딱 너같은 딸
- 미세스 캅
- 하백의 신부 2017
- 싸우자 귀신아

## 공연
- 마틸다 (뮤지컬, 2018) - 마틸다 역
- 펀홈 (뮤지컬, 2020) - 9세 앨리슨 벡델 역
- 말리의 어제보다 특별한 오늘 (뮤지컬, 2021) - 어린 말리 역
- 미세스 다웃파이어 (뮤지컬, 2022) - 리디아 역
- 바닷마을 다이어리 (연극, 2023) - 스즈 역
- 긴긴밤 (뮤지컬, 2024-2025) - 펭귄 역

## 영화 애니 출연
- 겨울왕국 2 (2019) - 어린 엘사 역
- 씨 비스트 - 메이지 역
- 이프: 상상의 친구 (2024) - 비 역

## TV 애니 출연
- 반짝반짝 달님이 (2021) - 달님이 역

## 음반
- 위키드 Part.4 (2016)
- 위키드 (2016)
- 티시태시 (2020)